# Po co mi ten raj
Po co mi ten raj – druga płyta warszawskiego zespołu rockowego Klan, wydana na nośniku kompaktowym w 1992 roku nakładem wytwórni Digiton. Płyta została nagrana po dwudziestoletniej przerwie w działalności grupy, a z oryginalnego składu pozostał jedynie lider Marek Ałaszewski. W 2008 roku wytwórnia Metal Mind Productions dokonała reedycji płyty w wersji zremasterowanej.

## Lista utworów
1. „I’m Waiting” – 2:45
2. „Po co mi ten raj” – 5:33
3. „Should Be” – 3:53
4. „Początek czasu” – 3:26
5. „Tell Me” – 3:20
6. „Iluminacja” – 3:23
7. „Drewniane ptaki” – 4:15
8. „Dance Boogie” – 3:55
9. „Faja” – 3:45
10. „Ćma” – 5:23
11. „Dwa skrzydła” – 4:00

## Twórcy
- Marek Ałaszewski – gitara, wokal, instrumenty klawiszowe
- Wojciech Ruciński – gitara basowa
- Artur Łobanowski – gitara, klawisze
- Radosław Nowakowski – konga, klawisze
- Wojciech Lewandowski – instrumenty perkusyjne